# ブレイク・ボートルス
- ブレイク・ボートルズ

ロビー・ブレイク・ボートルス（Robby Blake Bortles、1992年4月28日 - ）は、アメリカ合衆国フロリダ州アルタモンテスプリングス出身の元プロアメリカンフットボール選手。ポジションはクォーターバック（QB）。

## 経歴

### プロ入り前
高校時代はフットボールだけでなく野球でも活躍した。その後セントラルフロリダ大学に進学した。1年次は赤シャツとして過ごし、翌2011年は10試合に出場しパス110回中75回成功、958ヤード、6TD、3INTの成績を残した。2年次は14試合すべてに出場し、パス399回中251回成功、3059ヤード、25TD、7INTの成績をあげた上、ランでも285ヤード、8TDをあげた。2013年にはチームをフィエスタ・ボウル出場に導き、パス301ヤードを稼ぎ、52-42でベイラー大学に勝利し、攻撃MVPに選ばれた。

### ジャクソンビル・ジャガーズ
2014年1月5日、2014年ドラフトにエントリーすることを発表した。
2014年5月8日に開かれた2014年ドラフトにおいてジャクソンビル・ジャガーズから指名された(1巡全体3位)。なお、この年のQBとしては最初に指名された。
6月18日、ジャガーズと4年契約を結んだ。

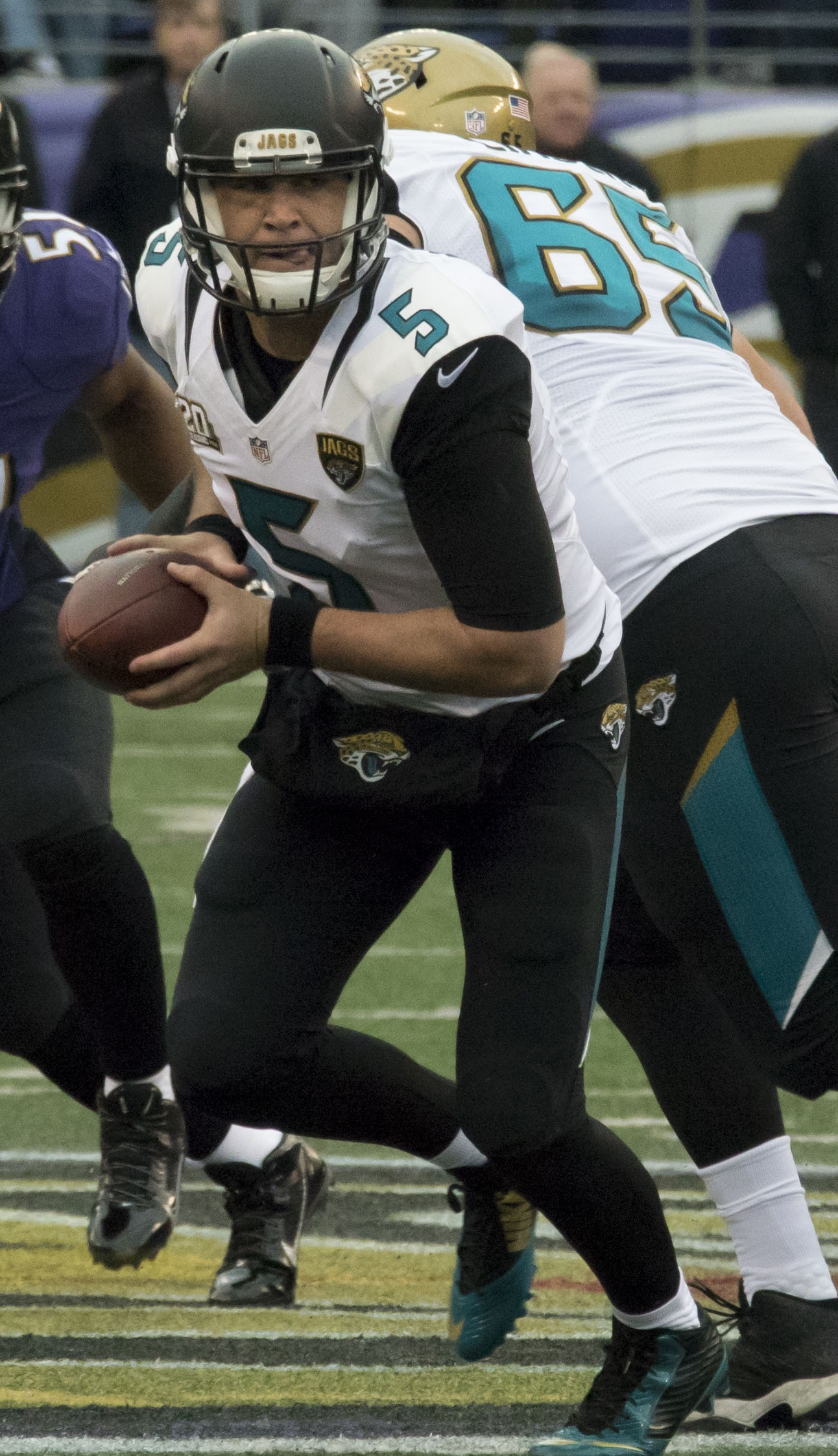
2014年のボートルス

開幕直後はチャド・ヘニーの控えだったボートルスだが、第3週のインディアナポリス・コルツ戦で後半から出場し、パス24回中14回成功、223ヤード、2TD、2INTという成績を残した。翌週のサンディエゴ・チャージャーズ戦でプロ初先発を務めた。しかしこの年はリーグワーストの55回のサックを浴び345ヤードを喪失、先発した試合の成績は3勝10敗であった。
2015年シーズン、チームは5勝11敗止まりとなり、またしてもリーグワーストの51回被サック・18回のインターセプトを記録した一方で、タッチダウンパス35本・パス4,428ヤード・パス成功355回を記録し、これらはいずれもジャガーズのフランチャイズレコードを樹立した。
2016年シーズン、パス獲得ヤード3,905ヤード、パス成功率58.9%、 23タッチダウンパス、16インターセプト、34被サックを記録した。
2017年シーズンはパス3,687ヤード、21回のタッチダウン、13回のインターセプト、QBレーティング84.7という成績であった。チームは10勝6敗で地区優勝、第3シードを獲得した。自身初のプレーオフとなったバッファロー・ビルズとのワイルドカードゲームでは10-3で勝利し、1タッチダウンを挙げるも、パス獲得ヤードが87ヤードに留まった。ビルズ戦は低調なパフォーマンスだったが、ディビジョナルラウンドのピッツバーグ・スティーラーズ戦ではパス成功率14/26、214ヤードを獲得し、チームも45-42で勝利しチームを1999年以来となるカンファレンス決勝に導く働きを見せた。チャンピオンシップのニューイングランド・ペイトリオッツ戦ではパス成功率23/36、293ヤードを獲得した。チームは20-24で敗れスーパーボウル進出とはならなかった。
2018年シーズンは一転不調に陥り、チームが7連敗を喫したところで控えQBのコーディ・ケスラーと替わり先発の座も失った。チームはオフにニック・フォールズを獲得したこともあり、このシーズン限りでジャガーズを去ることとなった。

### ロサンゼルス・ラムズ
2019年3月18日、ロサンゼルス・ラムズが獲得を発表。しかし、ラムズでは3試合の出場に留まり、同年限りで退団した。

### ラムズ退団後
2020年9月にデンバー・ブロンコスと契約を結び、同年12月29日にはジャレッド・ゴフを怪我で欠いたラムズと契約した。しかし、このシーズンの試合出場はなかった。
2021年5月12日にグリーンベイ・パッカーズと契約したが、7月27日にリリースされた。同年11月4日に正QBのアーロン・ロジャースがCOVID-19の検査で陽性となった為、練習生として再契約した。2日後の11月6日にボートルスはカンザスシティ・チーフス戦に向けてアクティブロースター入りしたが、試合に出場することは無く、9日後の11月15日にチームからリリースされた。
同年12月24日にニューオーリンズ・セインツと契約するも、試合出場することなくオフにリリースされた。
2022年10月4日に現役引退を表明した。

## 詳細情報

### 年度別成績

#### レギュラーシーズン
| 年度     | チーム   | 背 番 号 | 試合 | 試合 | パス      | パス      | パス      | パス        | パス             | パス | パス | パス          | ラン      | ラン        | ラン             | ラン | サック    | サック        | ファンブル    | ファンブル |
| 年度     | チーム   | 背 番 号 | 出場 | 先発 | 成功 回数 | 試投 回数 | 成功 確率 | 獲得 ヤード | 平均 獲得 ヤード | TD   | Int  | レイテ ィング | 試行 回数 | 獲得 ヤード | 平均 獲得 ヤード | TD   | サック 数 | サック ヤード | ファン ブル数 | ロスト     |
| -------- | -------- | -------- | ---- | ---- | --------- | --------- | --------- | ----------- | ---------------- | ---- | ---- | ------------- | --------- | ----------- | ---------------- | ---- | --------- | ------------- | ------------- | ---------- |
| 2014     | JAX      | 5        | 14   | 13   | 280       | 475       | 58.9      | 2,908       | 6.1              | 11   | 17   | 69.5          | 56        | 419         | 7.5              | 0    | 55        | 345           | 7             | 3          |
| 2015     | JAX      | 5        | 16   | 16   | 355       | 606       | 58.6      | 4,428       | 7.3              | 35   | 18   | 88.2          | 52        | 310         | 6.0              | 2    | 51        | 320           | 14            | 5          |
| 2016     | JAX      | 5        | 16   | 16   | 368       | 625       | 58.9      | 3,905       | 6.2              | 23   | 16   | 78.8          | 58        | 359         | 6.2              | 3    | 34        | 197           | 8             | 0          |
| 2017     | JAX      | 5        | 16   | 16   | 315       | 523       | 60.2      | 3,687       | 7.0              | 21   | 13   | 84.7          | 57        | 322         | 5.6              | 2    | 24        | 123           | 9             | 3          |
| 2018     | JAX      | 5        | 13   | 12   | 243       | 403       | 60.3      | 2,718       | 6.7              | 13   | 11   | 79.8          | 58        | 365         | 6.3              | 1    | 31        | 173           | 8             | 2          |
| 2019     | LAR      | 5        | 3    | 0    | 1         | 2         | 50.0      | 3           | 1.5              | 0    | 0    | 56.2          | 2         | -9          | -4.5             | 0    | 0         | 0             | 0             | 0          |
| NFL：8年 | NFL：8年 | NFL：8年 | 78   | 73   | 1,561     | 2,632     | 59.3      | 17,646      | 6.7              | 103  | 75   | 80.6          | 281       | 1,775       | 6.3              | 8    | 195       | 1158          | 46            | 13         |

- 太字は自身最高記録
- ■はリーグ最高記録

#### ポストシーズン
| 年度 | チーム | 試合 | 試合 | パス      | パス      | パス      | パス        | パス             | パス | パス | パス          | ラン      | ラン        | ラン             | ラン | サック    | サック        | ファンブル    | ファンブル |
| 年度 | チーム | 出場 | 先発 | 成功 回数 | 試投 回数 | 成功 確率 | 獲得 ヤード | 平均 獲得 ヤード | TD   | Int  | レイテ ィング | 試行 回数 | 獲得 ヤード | 平均 獲得 ヤード | TD   | サック 数 | サック ヤード | ファン ブル数 | ロスト     |
| ---- | ------ | ---- | ---- | --------- | --------- | --------- | ----------- | ---------------- | ---- | ---- | ------------- | --------- | ----------- | ---------------- | ---- | --------- | ------------- | ------------- | ---------- |
| 2017 | JAX    | 3    | 3    | 49        | 85        | 57.6      | 594         | 7.0              | 3    | 0    | 91.0          | 17        | 121         | 7.1              | 0    | 5         | 32            | 4             | 0          |
| 計   | 計     | 3    | 3    | 49        | 85        | 57.6      | 594         | 7.0              | 3    | 0    | 91.0          | 17        | 121         | 7.1              | 0    | 5         | 32            | 4             | 0          |